# Casa-forte de Martim Afonso de Sousa
A Casa-forte de Martim Afonso de Sousa localizava-se no interior da baía da Guanabara, na altura da atual praia do Flamengo, na atual cidade e estado do Rio de Janeiro, no Brasil.

## História
Considerada por alguns autores como uma feitoria, essa designação não é apropriada uma vez que não se ligava à exploração de pau-brasil (Caesalpinia echinata) ou qualquer outro gênero da terra. Seria, sim, uma fortificação de campanha erguida no contexto da expedição de 1530-1532, pelo seu comandante, Martim Afonso de Sousa, quando a caminho do rio da Prata. É seu próprio irmão quem a descreve:
"Sábado 30 dias de abril [de 1531], no quarto d'alva, éramos com a boca o Rio de Janeiro, e por nos acalmar o vento, surgimos a par de uma ilha, que está na entrada do dito rio, em fundo de 15 braças de areia limpa. Ao meio dia se fez o vento do mar, e entramos dentro com as naus. Este rio é muito grande; tem dentro 8 ilhas, e assim muitos abrigos: faz a entrada norte sul tomada da quarta do noroeste sueste (…). A boca não é mais que de um tiro de arcabuz; tem no meio uma ilha de pedra rasa com o mar; pegado com ela há fundo de 18 braças de areia limpa. Está em altura de 23 graus e 1 quarto. Como fomos dentro, mandou o Capitão I [irmão Martim Afonso de Sousa] fazer uma casa-forte, com cerca por derredor; e mandou sair a gente em terra, e pôr ordem a ferraria, para fazermos cousas, de que tínhamos necessidade. Daqui mandou o Capitão I 4 homens pela terra dentro: e foram e vieram em 2 meses; (…) e [o grande rei que encontraram] lhe trouxe muito cristal, e deu novas como no Rio Paraguai havia muito ouro e prata. (…) Aqui estivemos três meses tomando mantimentos, para 1 ano, para 400 homens que trazíamos; e fizemos dois bergantins de 15 bancos." (Diário da Navegação de Pero Lopes de Sousa. in: OLIVIERI & VILLA, 2002:40-41)
A expedição de Martim Afonso de Souza fez vela da baía da Guanabara para o Sul, em agosto desse ano, não havendo informações posteriores acerca deste estabelecimento. Nesta mesma região seria erguida a "Henriville" dos colonos de Nicolas Durand de Villegagnon (1555).